# Morten Ask
Morten Ask (født 14. maj 1980 i Oslo) er en norsk tidligere ishockeyspiller, moderklubben er Vålerenga Ishockey. Han har spillet i USA, Finland og Sverige og har flere kampe på landsholdet. Hans far, Erik Ask, er en velkendt ishockeypersonlighed.
Før sæsonen 2005-2006 sluttede Ask sig til den finske klub SaiPa og blev den første norske ishockeyspiller i den finske liga Liiga. 
I sæsonen 2006/07 spillede han i Djurgården. Ask er en af de største spillere nogensinde for det norske landshold og har deltaget i 14 mesterskaber (WM, OL og OL-kvalifikation) på seniorniveau.

## Eksterne links
- Morten Asks profil på Sports-Reference OL-resultater (arkiveret) (engelsk)
- Morten Asks profil på Olympedia (engelsk)
- Morten Asks profil på Eurohockey.com (engelsk)
- Morten Asks profil på Hockeydb.com (engelsk)
- Morten Asks profil på Eliteprospects.com (engelsk)